# Adair County (Missouri)
Das Adair County ist ein County im US-amerikanischen Bundesstaat Missouri. Im Jahr 2020 hatte das County 25.314 Einwohner und eine Bevölkerungsdichte von 17,2 Einwohnern pro Quadratkilometer. Der Verwaltungssitz (County Seat) ist Kirksville, benannt nach Jesse Kirk, einem frühen Siedler in diesem Gebiet.

## Geografie
Das County liegt fast im äußersten Norden von Missouri und ist etwa 40 km von Iowa entfernt. Es hat eine Fläche von 1475 Quadratkilometern, wovon sechs Quadratkilometer Wasserfläche sind. An das Adair County grenzen folgende Nachbarcountys:
| Putnam County   | Schuyler County | Scotland County |
| Sullivan County |                 | Knox County     |
| Linn County     | Macon County    |                 |

## Geschichte

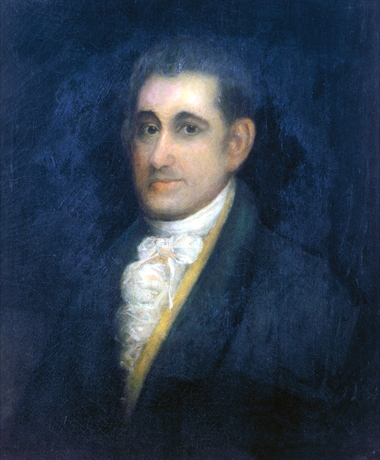
J. Adair

Das Adair County wurde am 29. Januar 1841 aus Teilen des Macon County gebildet. Benannt wurde es ebenso wie das Adair County in Kentucky nach John Adair (1757–1840), einem früheren Gouverneur von Kentucky und General im Krieg von 1812.
Die erste permanente Besiedlung begann 1828, 25 Jahre nach dem Louisiana Purchase. Die meisten Siedler kamen aus Kentucky. Die erste Ansiedlung lag etwa 10 km westlich von Kirksville, entlang des Cariton Rivers.

Am 19. Oktober 2004 auf dem Corporate-Airlines-Flug 5966 ereignete sich ein Flugunfall mit einer Jetstream 32, wobei 13 der 15 Insassen ums Leben kamen.

## Demografische Daten
Nach der Volkszählung im Jahr 2010 lebten im Adair County 25.607 Menschen in 9.584 Haushalten. Die Bevölkerungsdichte betrug 17,4 Einwohner pro Quadratkilometer. In den 9.584 Haushalten lebten statistisch je 2,33 Personen.
Ethnisch betrachtet setzte sich die Bevölkerung zusammen aus 94,0 Prozent Weißen, 1,6 Prozent Afroamerikanern, 0,3 Prozent amerikanischen Ureinwohnern, 1,8 Prozent Asiaten sowie aus anderen ethnischen Gruppen; 1,7 Prozent stammten von zwei oder mehr Ethnien ab. Unabhängig von der ethnischen Zugehörigkeit waren 2,0 Prozent der Bevölkerung spanischer oder lateinamerikanischer Abstammung.
19,4 Prozent der Bevölkerung waren unter 18 Jahre alt, 68,1 Prozent waren zwischen 18 und 64 und 12,5 Prozent waren 65 Jahre oder älter. 52,3 Prozent der Bevölkerung war weiblich.

Das jährliche Durchschnittseinkommen eines Haushalts lag bei 31.176 USD. Das Prokopfeinkommen betrug 17.098 USD. 26,0 Prozent der Einwohner lebten unterhalb der Armutsgrenze.

## Ortschaften im Adair County
Citys
- Brashear
- Greentop1
- Kirksville
- Novinger

Villages
- Gibbs
- Millard

Unincorporated Communities
- Adair
- Connelsville
- Low Ground
- Martinstown
- Midland
- Nind
- Pure Air
- Shibleys Point
- Sperry
- Spring Lake
- Stahl
- Sublette
- Willmathsville
- Yarrow
- Youngstown

1 – teilweise im Schuyler County

## Gliederung
Das Adair County ist in 10 Townships eingeteilt:
| Township         | Einwohner (2010) | FIPS     |
| ---------------- | ---------------- | -------- |
| Benton Township  | 19.700           | 29-04546 |
| Clay Township    | 626              | 29-14248 |
| Liberty Township | 324              | 29-41924 |
| Morrow Township  | 431              | 29-50096 |
| Nineveh Township | 1289             | 29-52526 |

| Township            | Einwohner (2010) | FIPS     |
| ------------------- | ---------------- | -------- |
| Pettis Township     | 795              | 29-57224 |
| Polk Township       | 639              | 29-58682 |
| Salt River Township | 1043             | 29-65540 |
| Walnut Township     | 257              | 29-76786 |
| Wilson Township     | 503              | 29-80134 |